# Thoropa lutzi
Espèce
Statut de conservation UICN

 EN B1ab(iii,v)+2ab(iii,v) : En danger
Thoropa lutzi est une espèce d'amphibiens de la famille des Cycloramphidae.

## Répartition et habitat
Cette espèce est endémique du Sud-Est au Brésil. Elle se rencontre dans les États de Rio de Janeiro, d'Espírito Santo et dans l'extrême Sud-Est du Minas Gerais, entre 200 et 800 m d'altitude.
Cette espèce vit sur les rochers près des cours d'eau dans les forêts tropicales humides et à la lisière des forêts. 

## Étymologie
Cette espèce est nommée en l'honneur d'Adolpho Lutz.

## Publication originale
- Cochran, 1938 : Diagnoses of new Frogs from Brazil. Proceedings of the Biological Society of Washington, vol. 51, p. 41-42 (texte intégral).